# Джошуа Гарто
Джошуа Денвер Гарто (англ. Joshua Denver Harto; нар. 9 січня 1979, Гантінгтон, Західна Вірджинія, США) — американський актор, продюсер, сценарист.

## Життєпис
Джошуа Гарто народився 9 січня 1979 року в м. Гантінгтон, Західна Вірджинія, США. Закінчив Школу мистецтв Дрейфуса.

## Фільмографія
| Рік       | Назва (укр.)            | Назва (англ.)            | Актор            | Продюсер   | Сценарист  |
| --------- | ----------------------- | ------------------------ | ---------------- | ---------- | ---------- |
| 2000      | «Плавання»              | Swimming                 | Ленс             |            |            |
| 2001      | «Фанатик»               | The Believer             | Кайл             |            |            |
| 2004      | «Розслідування Джордан» | Crossing Jordan          | Джошуа Ґудзон    |            |            |
| 2008      | «Залізна людина»        | Iron Man                 | аналітик         |            |            |
| 2008      | «Темний лицар»          | The Dark Knight          | Коулман Ресс     |            |            |
| 2010      | «Немислиме»             | Unthinkable              | агент Філліпс    |            |            |
| 2010—2011 | «Мемфіс Біт»            | Memphis Beat             |                  | Green tick | Green tick |
| 2013      | «Рятувальник»           | The Lifeguard            | Джон             | Green tick |            |
| 2013      | «Залізна людина 3»      | Iron Man 3               | аналітик         |            |            |
| 2014      | «Правосуддя»            | Justified                | агент Генкінз    |            |            |
| 2015      | «Міст шпигунів»         | Bridge of Spies          | Бейтс            |            |            |
| 2016      | «Золото»                | Gold                     | Ллойд Стентон    |            |            |
| 2017      | «Останнє слово»         | The Last Word            | член фокус-групи |            |            |
| 2020      | «Ма Рейні: мати блюзу»  | Ma Rainey's Black Bottom | поліцейський     |            |            |